# Léon Schützenberger
Pour les articles homonymes, voir Schutzenberger.
Léon Maurice Schützenberger est un ingénieur chimiste français, diplômé de l'ESPCI, directeur d'une maison d'héliogravure et président fondateur de l'association des anciens élèves de l'ESPCI (ESPCI Alumni), né le 27 septembre 1863 à Mulhouse et mort le 31 octobre 1950 à Mirecourt (Vosges) .

## Biographie
Après des études à l'École alsacienne et au Lycée Louis-le-Grand, Léon Schützenberger est élève de la première promotion de l'ESPCI, école fondée par son père, le chimiste Paul Schützenberger. À sa sortie de l’École en 1885, il devient ingénieur chimiste à Saint-Denis, puis préparateur au Collège de France en 1887, chargé de cours de chimie organique à l'ESPCI en 1891, chargé des conférences de technologie organique en 1894. 
Par la suite, après avoir été directeur d'une savonnerie à Mézy-sur-Seine en 1897 puis d'un service de photogravure en 1898, il monte une maison d'héliogravure et devient responsable de la création des cartes photographiques du ciel et de l'édition d'un atlas de la Lune. Mobilisé pendant la Première Guerre mondiale, il est nommé par la suite en 1916 chevalier de la Légion d'Honneur. 
Après la guerre, en 1919, il reprend ses activités en héliogravure et ses éditions des cartes du ciel pour le compte des observatoires. En 1933, il participe au cinquantenaire de l'ESPCI, dirigée alors par Paul Langevin. En 1936, il se retire avec sa femme à Longué (Maine-et-Loire). Il décède en 1950 à Mirecourt (Vosges), chez son fils.
Léon Schützenberger est le père du psychiatre Pierre Schützenberger, expert consulté lors de l'affaire des sœurs Papin, et le grand-père du mathématicien Marcel-Paul Schützenberger, précurseur de l'informatique moderne, ainsi que du compositeur Jean-Paul Schützenberger.

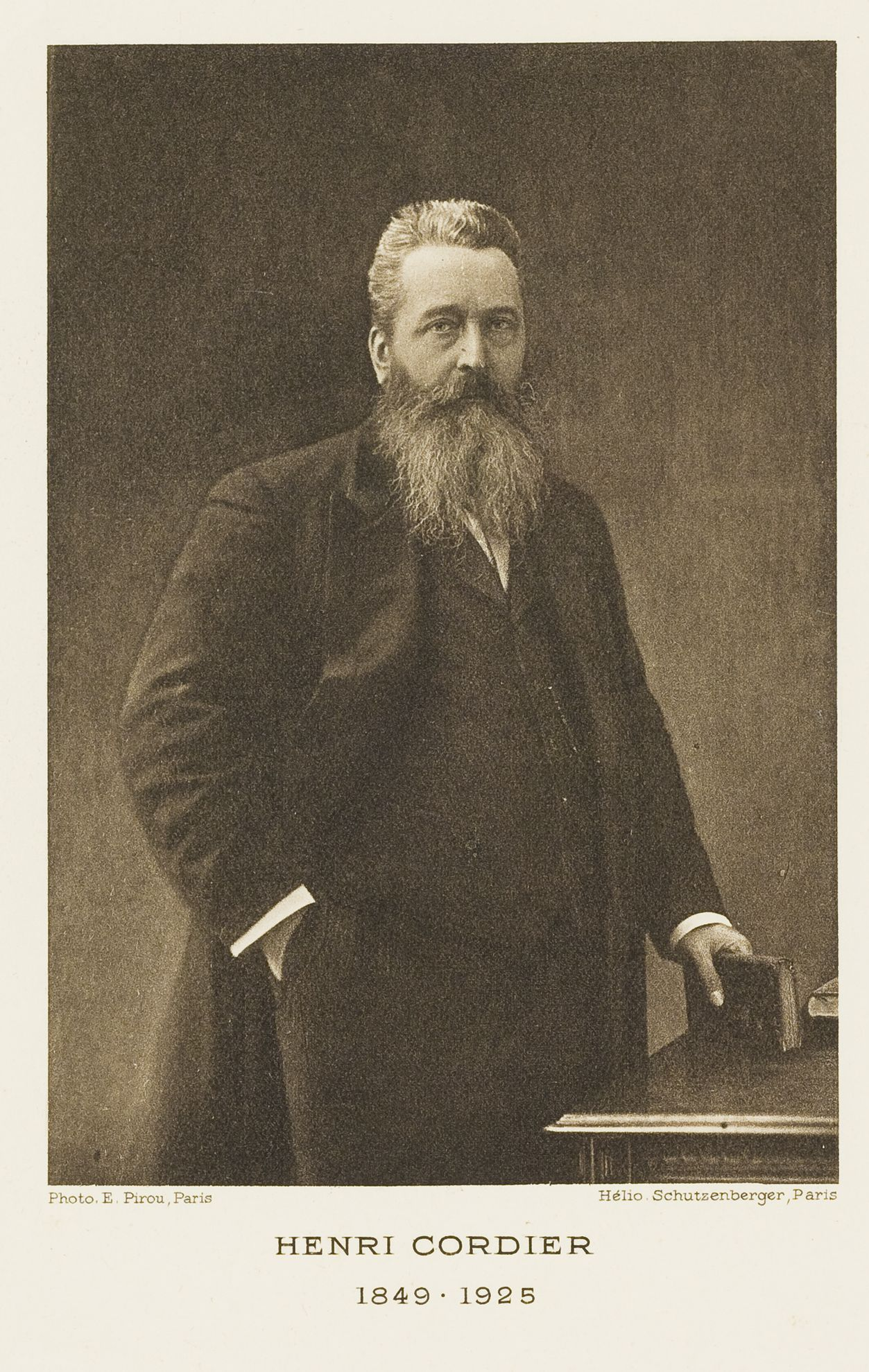
Henri Cordier (Helio. Schützenberger)
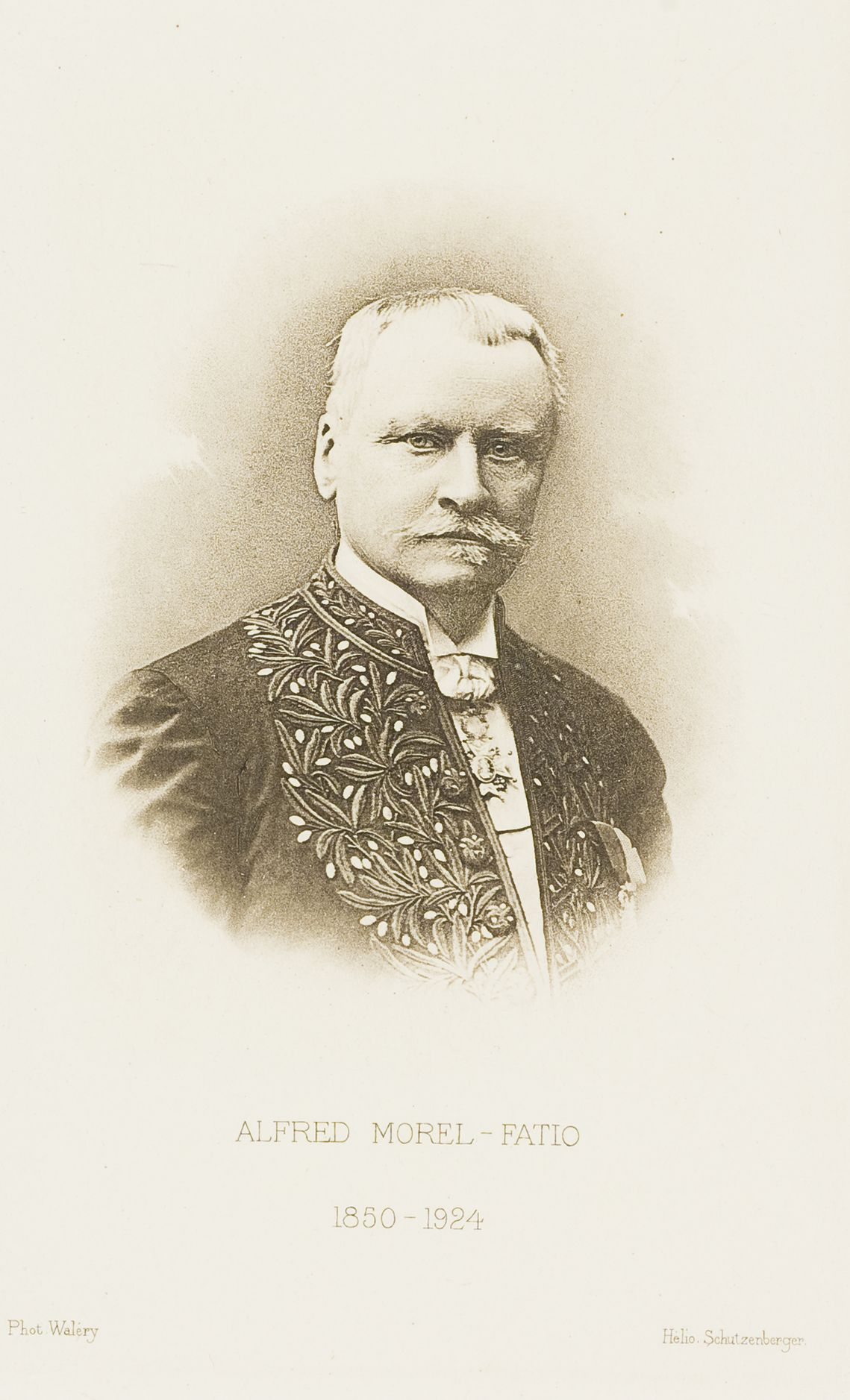
Alfred Morel-Fatio (Helio. Schützenberger)
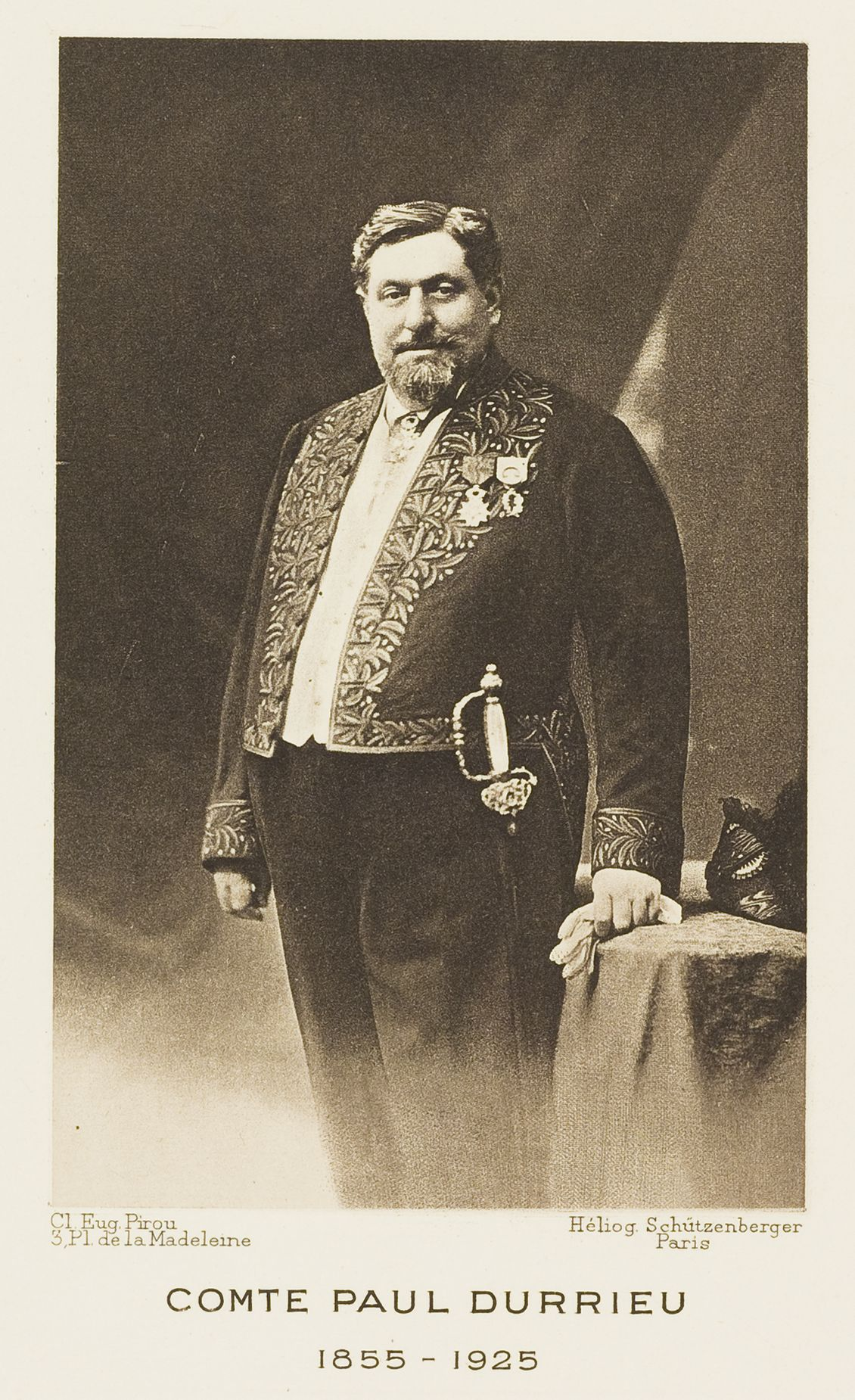
Paul Durrieu (Helio. Schützenberger)
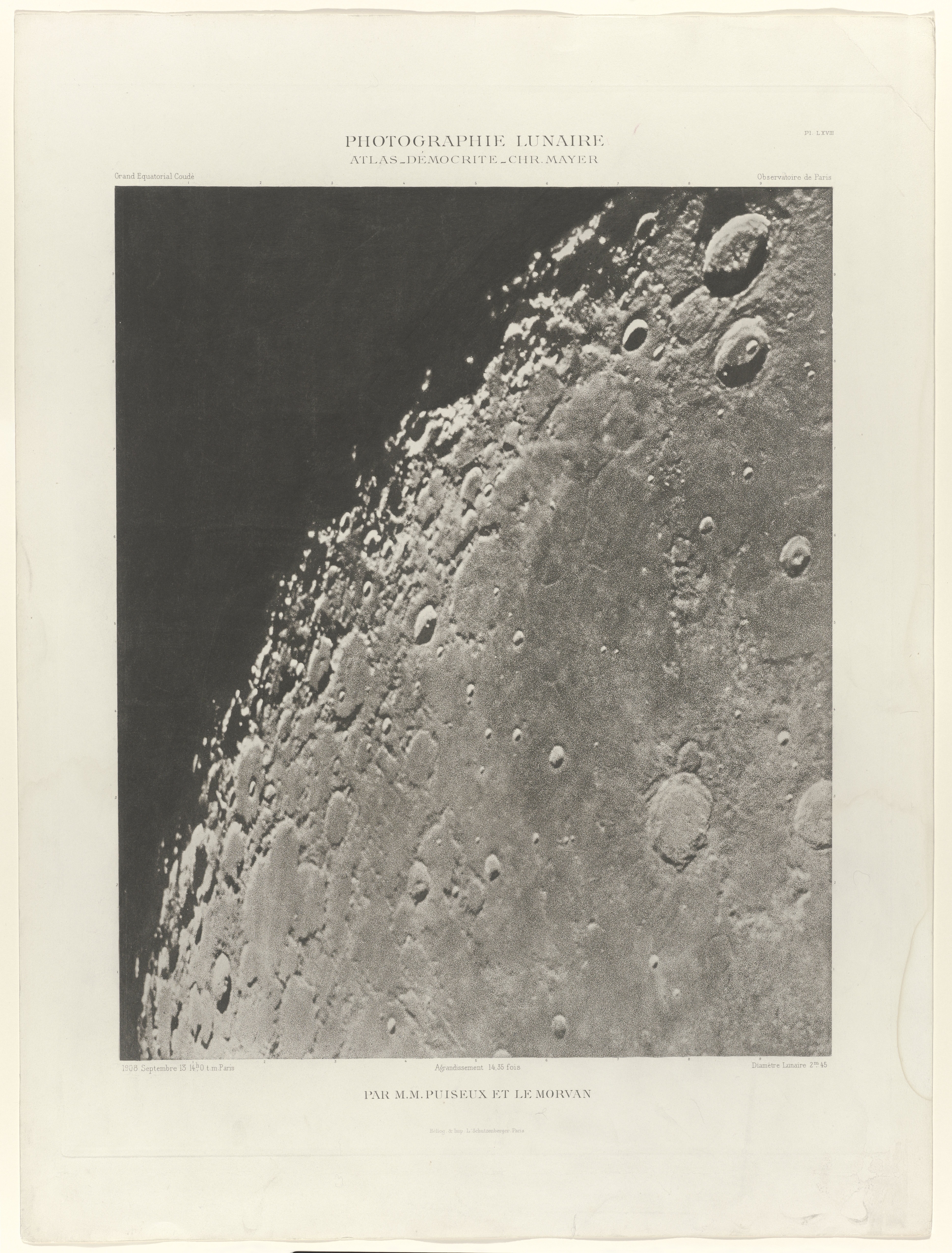
Photographie Lunaire (Helio. Schützenberger)

## Publications
- Études sur la vaporisation des corps gras neutres, Laboratoire de chimie minérale du Collège de France, 1888.
- Sur quelques faits relatifs à l'histoire du carbone, avec Paul Schützenberger, Comptes rendus hebdomadaires des séances de l'Académie des sciences, 1890.